# Tour de France 2014/15. Etappe
Die 15. Etappe der Tour de France 2014 fand am 20. Juli 2014 statt und führte von Tallard über 222 km nach Nîmes. Im Verlauf der Etappe gab es einen Zwischensprint nach 175,5 km. Damit zählte die Etappe als Flachetappe, es gingen 171 Fahrer an den Start.

## Rennverlauf

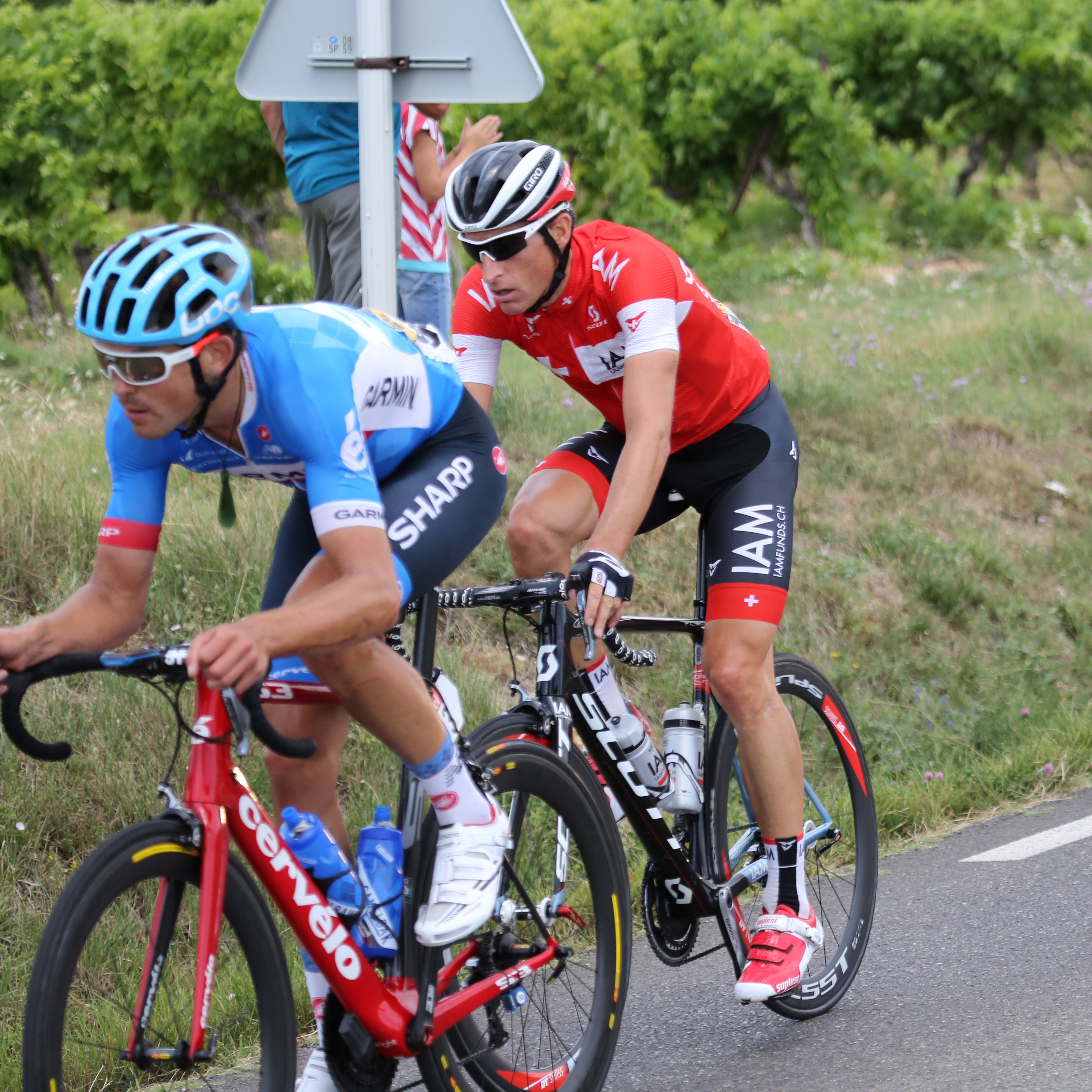
Das Fluchtduo mit Jack Bauer und Martin Elmiger

Direkt nach dem Start fuhren Martin Elmiger (IAM) und Jack Bauer (GRS) aus dem Hauptfeld heraus. Nach 13 Kilometern hatten sie einen Vorsprung von drei Minuten herausgefahren, vier Kilometer später war er bereits auf etwa 5:30 min angewachsen. Das Hauptfeld ließ die beiden sehr weit ziehen, Jack Bauer und Martin Elmiger lagen 30 Kilometer nach dem Start rund 8:30 min vor dem Gelben Trikot. Eine Tempoverschärfung des Pelotons verringert den Rückstand auf zirka sechs Minuten.
Die Etappe war zuvor durch die Möglichkeit von Windkanten als schwierig zu fahren eingestuft worden, durch den Wind zog sich das Hauptfeld teilweise recht lang, einige Fahrer fielen zurück. Auch den Ausreißern machte der Wind zu schaffen, ihr Vorsprung schrumpfte stetig, etwa auf 3:30 min nach 150 Kilometern und wenig später auf nur noch zwei Minuten. Hinten wurde von den Teams Ag2r, FDJ und dem BMC deutlich aggressiver gefahren als zu Beginn der Etappe. Nach dem von Martin Elmiger gewonnenen Zwischensprint gelang den Ausreißern, den Vorsprung kurz zu stabilisieren. 25 Kilometer vor dem Ziel hatten beide noch 1:40 min Vorsprung. Zehn Kilometer später lagen sie noch eine Minute vorn. Im Hauptfeld übernahmen nun wieder die Sprintermannschaften die Verfolgungsarbeit und verkleinerten den Vorsprung der beiden Führenden auf zehn Sekunden einen Kilometer vor dem Ziel.
Martin Elmiger und Jack Bauer waren nahezu die kompletten 222 Kilometer der drittlängsten Touretappe vorn gefahren, den Etappensieg errang jedoch Alexander Kristoff (KAT) aus Norwegen, der Bauer etwa 20 Meter vor dem Ziel noch überholen konnte. Jack Bauer wurde Zehnter, Martin Elmiger erreichte Platz 16.

## Punktewertungen
| Zwischensprint in La Galine nach 175,5 km auf 70 m |                    |                          |         |
| 1.                                                 | Schweiz            | Martin Elmiger (IAM)     | 20 Pkt. |
| 2.                                                 | Neuseeland         | Jack Bauer (GRS)         | 17 Pkt. |
| 3.                                                 | Frankreich         | Bryan Coquard (EUC)      | 15 Pkt. |
| 4.                                                 | Australien         | Mark Renshaw (OPQ)       | 13 Pkt. |
| 5.                                                 | Slowakei           | Peter Sagan (CAN)        | 11 Pkt. |
| 6.                                                 | Frankreich         | Sylvain Chavanel (IAM)   | 10 Pkt. |
| 7.                                                 | Italien            | Elia Viviani (CAN)       | 9 Pkt.  |
| 8.                                                 | Ukraine            | Andrij Hrywko (AST)      | 8 Pkt.  |
| 9.                                                 | Polen              | Maciej Bodnar (CAN)      | 7 Pkt.  |
| 10.                                                | Vereinigte Staaten | Christopher Horner (LAM) | 6 Pkt.  |
| 11.                                                | Kasachstan         | Maxim Iglinski (AST)     | 5 Pkt.  |
| 12.                                                | Schweiz            | Michael Schär (BMC)      | 4 Pkt.  |
| 13.                                                | Kasachstan         | Dmitri Grusdew (AST)     | 3 Pkt.  |
| 14.                                                | Polen              | Bartosz Huzarski (TNE)   | 2 Pkt.  |
| 15.                                                | Deutschland        | Marcus Burghardt (BMC)   | 1 Pkt.  |

| Etappenziel in Nîmes nach 222,0 km auf 46 m |             |                              |         |
| 1.                                          | Norwegen    | Alexander Kristoff (KAT)     | 45 Pkt. |
| 2.                                          | Australien  | Heinrich Haussler (IAM)      | 35 Pkt. |
| 3.                                          | Slowakei    | Peter Sagan (CAN)            | 30 Pkt. |
| 4.                                          | Deutschland | André Greipel (LTB)          | 26 Pkt. |
| 5.                                          | Australien  | Mark Renshaw (OPQ)           | 22 Pkt. |
| 6.                                          | Frankreich  | Bryan Coquard (EUC)          | 20 Pkt. |
| 7.                                          | Litauen     | Ramūnas Navardauskas (GRS)   | 18 Pkt. |
| 8.                                          | Frankreich  | Romain Feillu (BSE)          | 16 Pkt. |
| 9.                                          | Schweiz     | Michael Albasini (OGE)       | 14 Pkt. |
| 10.                                         | Neuseeland  | Jack Bauer (GRS)             | 12 Pkt. |
| 11.                                         | Deutschland | Marcel Kittel (GIA)          | 10 Pkt. |
| 12.                                         | Osterreich  | Bernhard Eisel (SKY)         | 8 Pkt.  |
| 13.                                         | Frankreich  | Samuel Dumoulin (ALM)        | 6 Pkt.  |
| 14.                                         | Spanien     | José Joaquín Rojas Gil (MOV) | 4 Pkt.  |
| 15.                                         | Niederlande | Niki Terpstra (OPQ)          | 2 Pkt.  |